# Pjusket tørvemos
Pjusket Tørvemos (Sphagnum cuspidatum) er et blegt, gulgrønt eller gulbrunt tørvemos, der ofte vokser helt i vand. Arten er nøje knyttet til de sure højmoser og næringsfattige kær. Man kan faktisk sige, at den i vidt omfang selv skaber det miljø, som den gror i. Den er karakterart for høljerne (lavningerne) i fattigkær.

## Kendetegn
Pjusket Tørvemos kan kendes på, at de yderste grenblade er lange og smalle, så bladene klistrer sammen som hårene på en pensel, når man tager mosset op af vandet. Grenbundterne er ikke tydeligt adskilt i nedhængende og udstående grene. Skudspidsen er uden tydelig endeknop og danner ingen tydelig stjerneform, som hos f.eks. Brodspids-Tørvemos (S. fallax). Grenbladene sidder desuden ikke i tydelige rækker. Alle disse træk giver mosset et pjusket udseende.
Grenbladene kan være op til 3,5 mm lange (10 gange så lange som brede) i spidsen af grenene. Når den vokser under mindre fugtige forhold, kan disse blade være kortere og den kan ligne S. fallax (nævnt ovenfor), men stængelbladene er skarpt tilspidsede hos Pjusket Tørvemos, hvor de er mere eller mindre trekantede med en kort brod hos S. fallax.
Tørvemosser har ikke rigtige rødder og vokser løst oven i den masse af planter, som findes på stedet. Planternes særegne anatomi gør, at de kan løfte vand adskillige centimeter over niveau, sådan at næste generation af tørvemos kan begynde tilværelsen en smule højere end den foregående.

## Voksested
Gennem århundreder og årtusinder medfører denne konstante vækst i højden, at højmosetørven bliver tykkere og tykkere, men også at mosen breder sig og dækker et større og større areal. Højmosen er et at de få eksempler på, at en anden vegetation kan fortrænge løvskoven som klimaks i Danmark. Alt dette skyldes tørvemos.